# Бай Байанай
Байанай (якут. Байанай, Баай Байанай) — дух-хозяин природы, покровитель охотников в якутской мифологии. Это живущий в лесу веселый шумливый старик, богатый мехами. У него есть братья и сестры, по разным версиям их 11, 9 или 7. Баай Байанаю приносились жертвоприношения: перед началом охоты, в случае большой добычи или при длительных охотничьих неудачах. Жертвоприношения всегда состояли из даров в виде кумыса, жареных оладий и масла.